# Árni Magnússon-instituttet
 Denne artikel bør gennemlæses af en person med fagkendskab for at sikre den faglige korrekthed.
       (bl.a. årstal og skiftende navne for institutter og tilhørsforhold)'

Árni Magnússon-instituttet (isl. Stofnun Árna Magnússonar í íslenskum fræðum) er et akademisk institut i Reykjavík, Island. Instituttets hovedopgave er at opbevare, vedligeholde og studere islandske manuskripter fra middelalderen som Landnámabók, Heimskringla og de islandske sagaer.
Instituttet er opkaldt efter den islandske filolog Árni Magnússon (1663–1730) som viede sit liv til at finde og tage vare på gamle norrøne manuskripter og skriftsamlinger.

## Historie
Da Island fik et vist hjemmestyre fra de danske myndigheder i 1904, krævede det islandske parlament, Altinget, at danskerne skulle tilbagelevere de islandske manuskripter som Árni Magnússon havde fundet, indsamlet og fragtet til København i slutningen af 1600-tallet. I 1927 blev nogle tilbageleveret, og et institut blev dannet under navnet Handritastofnun Íslands ('Det islandske manuskriptinstitut'). I 1972 − efter at de fleste manuskripter var tilbageleveret − blev instituttets statutter ændret. Det skiftede også navn til Stofnun Árna Magnússonar á Íslandi, men bliver almindeligvis refereret til som Árnastofnun. Instituttet er en uafhængig stiftelse, men har tætte forbindelser til og bliver administreret i samarbejde med Háskóli Íslands, Islands universitet.
Instituttet ligger i bygningen Árnagarður på området for Islands universitet ved Suðurgata i Reykjavík.

## Skriftsamlinger
Instituttet opbevarer en række historiske og kulturelt vigtige manuskripter, blandt dem:
- AM 113 fol (Íslendingabók)
- AM 132 fol (Möðruvallabók)
- AM 371 4to (Landnámabók)
- AM 738 4to ('Edda oblongata')
- GKS 1005 fol (Flateyjarbók)
- GKS 2367 4to (Snorra-Edda)